# Cecilia Marins
Cecilia Marins é uma jornalista e quadrinista brasileira. Em 2020, lançou a reportagem em quadrinhos Parque das Luzes, que apresentou histórias de mulheres em situação de prostituição em São Paulo. Em 2022, fez uma nova HQ jornalística, Amarras (junto com as quadrinistas Barbara Teisseire e Giulia Tartarotti), sobre o universo BDSM. Por esta obra, ganhou o Prêmio Angelo Agostini de melhor lançamento independente.